# Dekanat Łabiszyn
Dekanat Łabiszyn – jeden z dwudziestu jeden dekanatów w rzymskokatolickiej diecezji bydgoskiej.

## Parafie
W skład dekanatu wchodzi 7 parafii (kolejność według dat erygowania parafii):
| Lp | Miejscowość / parafia                           | Rok erygowania | Patron                                  | Odpust parafialny | Uwagi | Zdjęcie |
| -- | ----------------------------------------------- | -------------- | --------------------------------------- | ----------------- | --- | ------- |
| 1  | Łabiszyn św. Mikołaja                           | XII w.         | św. Mikołaj z Miry                      | 6 grudnia         | Kościół parafialny z XVIII w. (w rejestrze zabytków), dawny klasztor franciszkanów reformatów (1627-1829); www |         |
| 2  | Rynarzewo św. Katarzyny                         | 1299           | św. Katarzyna Aleksandryjska            | 25 listopada      | Na terenie parafii znajduje się filialny poewangelicki kościół św. Stanisława Biskupa z 1843 roku              |         |
| 3  | Chomętowo Świętych Apostołów Piotra i Pawła     | 1399           | św. Piotr Apostoł, św. Paweł z Tarsu    | 29 czerwca        | |         |
| 4  | Brzoza Najświętszej Marii Panny Królowej Polski | 1924           | Najświętsza Maryja Panna Królowa Polski | 3 maja            | www |         |
| 5  | Władysławowo Przemienienia Pańskiego            | 1987           | Przemienienie Pańskie                   | 6 sierpnia        | |         |
| 6  | Łabiszyn Zwiastowania NMP                       | 1996           | Zwiastowanie Pańskie                    | 25 marca          | przy dawnym kościele farnym w Łabiszynie z XVI-XVII w. (zachowane prezbiterium)                                |         |
| 7  | Zamość św. Ojca Pio                             | 2004           | św. Pio z Pietrelciny                   | 23 września       | www |         |